# Sidwaya
Sidwaya ist eine Tageszeitung aus dem westafrikanischen Staat Burkina Faso. Sie wurde 1984 vom damaligen Präsidenten Thomas Sankara gegründet und diente als Presseorgan der Regierung.
Auch heute noch untersteht Sidwaya dem Informationsministerium, verfügt nun aber über mehr redaktionelle Freiheiten. 2005 betrug die Auflage 3000 Exemplare pro Tag. Von den burkinischen Tageszeitungen verfügt sie über das professionellste Erscheinungsbild, leidet aber unter ihrer niedrigen Glaubwürdigkeit in der Bevölkerung.
Chefredakteur ist Daouda Émile Ouédraogo.